# 中国国民党革命委员会福建省委员会
中国国民党革命委员会福建省委员会，简称民革福建省委、福建民革，是中国国民党革命委员会在福建省的地方组织。